# William Horwood (compositeur)
Pour les articles homonymes, voir William Horwood.
William Horwood, aussi Horewud, est un compositeur anglais de musique polyphonique vocale du Moyen Âge tardif (c. 1430 – 1484). En 1470, il est chanteur à la cathédrale de Lincoln, en 1476, vicaire du chœur à Lincoln et de 1477 jusqu'en 1484, chef de chœur de la cathédrale. Trois de ses pièces complètes sont présentes dans le Livre de chœur d'Eton ainsi qu'une pièce incomplète, et une pièce incomplète dans le manuscrit de York
Le Magnificat secundi toni a 5 de Horwood ressemble fort à des compositions de son presque contemporain Josquin des Prés (c. 1440–1521), à tel point qu'il pourrait facilement être confondu avec Josquin à première audition. Aucune mention n'est faite de Horwood parmi la liste des contemporains de Josquin dans le Grout non plus qu'est mentionné le livre de chœur d'Eton par Grout.

## Œuvres
- Eton 17. f. 30v-32 : Salve regina mater misericordiae
- Eton 36. f. 74v-76 : Gaude flore virginali
- Eton 37. f. 76v-77v : Gaude virgo mater Christi (incomplet)
- Eton 71. f. 111v-113 : Magnificat
- Manuscrit de York : Kyrie (incomplet)

## Discographie
- Magnificat a 5 – sur Creator of the Stars: Christmas Music from Earlier Times[3] réédité sous le titre Old World Christmas, Archiv Produktion (en).
- Magnificat a 5 – Ensemble Huelgas, livre de chœur d'Eton, DHM
- Gaude flori virginali – Mediaeval Carols, Opus Anglicanum, Herald[4].